# Faryngale kaak

Schematische weergave van faryngale kaken in murenen.

Een faryngale kaak is een "kaak" die zich in de farynx in de keel van sommige dieren bevindt. Faryngale kaken fungeren als kaken, al zijn het geen echte kaken, maar gemodicifeerde kieuwbogen. Murenen en sommige Cichliden beschikken over faryngale kaken.
Murenen gebruiken de faryngale kaken naast hun echte kaken om een betere grip op hun prooi te krijgen en ze richting de slokdarm te trekken.

## In Fictie
- De xenomorphs uit Alien hebben een tweede paar kaken die gelijkenissen tonen met faryngale kaken.